# El hombre que perdió el tren
El hombre que perdió el tren es una coproducción hispano-mexicana de comedia estrenada en 1960, dirigida por León Klimovsky y protagonizada en los papeles principales por Armando Calvo, Rosita Arenas, Matilde Muñoz Sampedro y Tony Leblanc. Fue estrenada en México con el título de Marcelino perdió el tren.
Por su labor en el film, en la decimosexta edición de las Medallas del Círculo de Escritores Cinematográficos, José Santugini recibió el galardón al mejor argumento original. 

## Sinopsis
Un hombre pierde el tren que debía coger, por lo que se queda sin posibilidad de llegar a su destino. Mientras decide qué hacer, conoce a una atractiva mujer.

## Reparto
- Armando Calvo - Marcelino López
- Rosita Arenas - Elena
- Tony Leblanc - Ramón Faíllo
- Antonio Riquelme - Federico Méndez
- Matilde Muñoz Sampedro - Doña Mónica
- Mario Berriatúa - Amigo
- Xan das Bolas - Jefe de estación
- Marcela Yurfa - Rosita
- Rafael Bardem - Luis
- Mariano Ozores - Don Felipe
- José Calvo - Investigador 1
- Carlos Díaz de Mendoza - Venancio
- Victorico Fuentes - Jaime
- Francisco Bernal - Revisor del autobús
- Aníbal Vela - Organizador de la fiesta
- José Riesgo - Director de la banda
- Ángel Córdoba
- José María Martín - Padrino de boda
- Ena Sedeño - Doña Florencia
- Carmelita González - Margot
- Hebe Donay - Luisita
- Erasmo Pascual - Taxista
- Aníbal Vela hijo - Ramírez
- Rufino Inglés - Investigador 2
- Manuel Guitián - Don Agapito
- Luis Domínguez Luna - Amigo de Venancio y don Felipe
- Emilio Santiago - Enfermo del hígado
- Rafael Vaquero
- Tomás Blanco - Alfredo

## Premios
16.ª edición de las Medallas del Círculo de Escritores Cinematográficos
| Categoría                | Persona        | Resultado |
| ------------------------ | -------------- | --------- |
| Mejor argumento original | José Santugini | Ganador   |